# Бессмертная гвардия
«Бессмертная гвардия» (англ. The Old Guard) — американский фильм 2020 года режиссёра Джины Принс-Байтвуд, сценарий написан Грегом Рукой и основан на одноимённом комиксе. Премьера фильма состоялась на Netflix 10 июля 2020 года. Съёмки сиквела завершились осенью 2022 года, выход запланирован на 2 июля 2025 года.

## Сюжет
Группа из четырёх воинов — Андромаха «Энди» из Скифии, Букер, Джо и Ники — многовековые воины, самоисцеляющиеся благодаря сверхъестественной способности к регенерации, они используют свой огромный опыт, чтобы помочь людям. Нарушив своё правило не работать дважды на одних и тех же людей, они наняты бывшим оперативником ЦРУ Копли для спасения группы похищенных детей в Южном Судане. Однако во время миссии они попадают в засаду, где их убивают. Залечив свои раны и убив нападавших, они понимают, что Копли подставил их.
В это же время в Афганистане морскому пехотинцу США Найл Фриман перерезают горло, но она восстанавливается на следующий день без каких-либо последствий. О её существовании узнают другие бессмертные, и Энди пытается найти Найл, чтобы убедить её присоединиться к их команде. Энди выслеживает и забирает Найл, прежде чем военные смогут перевезти её в Германию.
Копли показывает видео засады руководителю фармацевтической компании Стивену Меррику, который посылает оперативников захватить команду. Энди привозит Найл во Францию, где они встречаются с остальной частью команды. Ей рассказывают о бессмертной женщине Куин, первой из товарищей Энди, которая была брошена в море в железной деве и с тех пор постоянно тонет. Группа также показывает, что они на самом деле не бессмертны: их способность исцеляться в конечном итоге без предупреждения прекращается, что случилось с предыдущим бессмертным, Ликоном. Группа попадает в засаду сил Меррика: Джо и Ники схвачены, в то время как покойный Букер остаётся на месте засады. После того, как Букер регенерирует, Энди убивает нападавших, но обнаруживает, что она потеряла бессмертие, так как её раны не заживают. Букер находит Копли, но Найл не присоединяется к Энди и Букеру, надеясь воссоединиться со своей семьёй.
Энди и Букер противостоят Копли, но Букер предал Энди, ранив её и утверждая, что Меррик может найти способ положить конец бессмертию, от которого они оба устали. Когда их схватывают, Букер понимает, что Энди не лечится. Копли меняет своё мнение, когда видит, что Меррик готов бесконечно мучить бессмертных, чтобы изучить их. Найл, осознав, что Букер предал группу, прибывает на место слишком поздно, чтобы вмешаться, но она убеждает Копли помочь ей в спасательной операции. Она штурмует лондонский офис Меррика, и после того, как освобождает остальных бессмертных, они пробиваются через службу безопасности Меррика, в то время как Энди и Найл убивают Меррика, выталкивая его из окна.
В наказание за его предательство группа запрещает Букеру контактировать с остальными в течение 100 лет. Остальная часть группы встречается с Копли, который показывает, как их прошлые миссии имели больший эффект, чем они когда-либо знали, с потомками людей, которых они спасли, продолжая помогать миру. С обновлённой верой в свою миссию, группа поручает Копли сохранить их существование в тайне. Шесть месяцев спустя в Париже пьяный Букер с удивлением встречает Куин в своей квартире.

## В ролях
- Шарлиз Терон — Энди / Андромаха из Скифии
- Кики Лэйн — Найл Фримен
- Маттиас Схунартс — Букер / Себастьян Ле Ливр
- Марван Кензари — Джо / Юсуф Аль-Кайсани
- Лука Маринелли — Ники / Николо ди Дженова
- Чиветел Эджиофор — Джеймс Копли
- Гарри Меллинг — Стивен Меррик
- Вероника Нго — Куин
- Анамария Маринка — Доктор Мета Козак
- Джоуи Анса — Кин

## Производство
В марте 2017 года Skydance Media приобрела права на адаптацию комикса «Старая гвардия», написанного Грегом Руккой и проиллюстрированного Леандро Фернандесом. Контракт Рукки предусматривал, что главная сцена, подчеркивающая роман между персонажами Джо и Ники из комикса, также должна быть в экранизации.
В июле 2018 года наняли Джину Принс-Байтвуд в качестве режиссёра вместе с Руккой, адаптировавшим комикс к сценарию, и Дэвидом Эллисоном из Skydance, Даной Голдберг и Доном Грейнджером, продюсерами. С бюджетом около 70 миллионов долларов Принс-Байтвуд стала первой чернокожей женщиной, снявшей крупнобюджетный фильм комиксов. В марте 2019 года Netflix приобрела всемирные права на фильм и согласилась финансировать его с помощью Skydance. Шарлиз Терон присоединилась к фильму и также продюсировала вместе с Бет Коно, Эй Джеем Диксом, Марком Эвансом и Дэвидом Эллисоном из Skydance, Даной Голдберг и Доном Грейнджером.
Кики Лэйн была подтверждена на главную роль в фильме после того, как Netflix получила права. В мае 2019 года к актерскому составу фильма присоединились Марван Кензари, Маттиас Схунартс и Лука Маринелли. В июне 2019 года к актерскому составу фильма присоединились Чиветел Эджиофор, Гарри Меллинг и Вероника Нго. По просьбе Нго детали её характера были изменены. В одном из интервью Рука сказал: «Когда Веронику снимали, она сказала, что я не японка, а вьетнамка. [Режиссер Джина Принс-Байтвуд] обратилась ко мне и сказала: "Можем ли мы это принять?" а я такой: "Совершенно верно." […] Норико становится Куин, Куин теперь вьетнамка. Это действительно было так просто, как желание уважать это и быть уважительным к этому». Другим изменением в характере была смерть персонажа. В комиксе Куин/Норико скорее смыло за борт во время шторма, чем намеренно утопили. По словам Рукки, это были частично материально-технические изменения, чтобы сэкономить деньги..
Основные съемки фильма начались в Европе в середине мая 2019 года. Съемки проходили в Марокко и Великобритании, в том числе на студии Shepperton Studios в Англии. Партитуру фильма сочинили Дастин О’Халлоран и Хаушка. Lakeshore Records выпустила саундтрек 10 июля 2020 года, совпав с потоковым релизом фильма.
2 июля 2020 года выпустили первый трейлер к фильму. За день до релиза был выпущен второй трейлер, который посвятили сражениям.

## Релиз
Бессмертная гвардия был выпущен на Netflix 10 июля 2020. Фильм имел большую популярность в первый уик-энд. Он занял второе и четвертое места в следующие два уик-энда.
17 июля Netflix сообщила, что фильм был просмотрен 72 миллиона раз в течение первых четырех недель, войдя в топ-10 самых успешных оригинальных запусков в истории платформы.
По данным Netflix, которая представила топ самых просматриваемых оригинальных фильмов за последние месяцы (с июля 2020), Бессмертная гвардия занимает пятую строчку, с 78 млн. просмотров.

## Критика
На сайте Rotten Tomatoes фильм имеет рейтинг 80% на основе 279 рецензий критиков со средней оценкой 6,4 из 10. На сайте Metacritic фильм получил оценку 70 из 100 на основе 45 рецензий, что соответствует статусу «в основном положительные отзывы».

## Награды
- 2021 — Премия «Хьюго» за лучшую постановку (Грег Рука и Джина Принс-Байтвуд).
- 2021 — Премия NAACP Image за выдающуюся режиссуру в игровом фильме (Джина Принс-Байтвуд).
- 2021 — Премия Dragon Awards за лучший научно-фантастический или фэнтезийный фильм (Джина Принс-Байтвуд).
- 2021 — Премия Critics Choice Super Awards в номинации «Лучший фильм о супергероях»
- 2021 — Топ-100 самых популярных художественных и анимационных фильмов по версии ReFrame Stamp[англ.][31].